# Contea di Liancheng
La contea di Liancheng (连城县S, Liánchéng XiànP) è una contea della Cina, situata nella provincia del Fujian.